# Ferenc Botka (istoric literar)
Ferenc Botka (n. 18 martie 1929, Subotica, Serbia – d. 31 ianuarie 2011, Budapesta, Ungaria) a fost un istoric literar, bibliograf, director al Muzeului Literar Petőfi între 1982 și 1993.

## Biografie

### Familia
S-a născut în Iugoslavia în familia lui Ferenc Botka și Ilona Szabados. Tatăl său era contabil la fabrica de textile Kiskunfélegyházi Ruhaipari Ktsz. Ferenc Botka a fost căsătorit de două ori: mai întâi cu inginera mecanică Zsuzsanna Kósik, cu care a avut patru fii, și apoi cu bibliotecara și bibliografa Éva Lakatos (1931-2014).

### Studii
A urmat studii elementare și gimnaziale la Bačko Gradište, Vârșeț și Bečej. Familia sa s-a mutat la Szentendre, apoi la Kiskunfélegyháza în 1944, unde Ferenc Botka a absolvit studiile liceale în 1947. Între anii 1947 și 1949 a studiat limbile maghiară și sârbă la Universitatea Pázmány Péter din Budapesta, apoi între anii 1949 și 1952 la Institutul Lenin al ELTE, unde a obținut o diplomă de profesor de limba rusă (1953). A urmat studii postuniversitare la Universitatea Lomonosov din Moscova (1964-1968) și a obținut titlurile de candidat în literatură (Moscova, 1968; echivalată la Budapesta în 1969) și doctor în literatură (1992).

### Cariera
După absolvirea studiilor universitare a lucrat ca profesor la Școala Gimnazială Kossuth Lajos din Cegléd (1952-1957), profesor pedagog la Colegiul Diákotthon din Cegléd (1957) și director al Colegiului Tehnic de Turism Zalka Máté (1957-1970). În 1970 a fost angajat la Muzeul Literar Petőfi, unde a îndeplinit pe rând funcțiile de șef de secție responsabil cu biblioteca muzeului (1970-1978), director general adjunct (1978-1982), director general interimar (1982-1984) și director general (1984-1993). 
Începând din 1993 a fost lector la Academia Maghiară de Arte Frumoase, iar din 1994 până în 1998 a fost adjunct al șefului de catedră. 
Din 1973 a fost redactorul broșurilor bibliografice ale Muzeului Literar Petőfi. A fost membru al Comitetului pentru Studii Literare al Academiei Maghiare de Științe (din 1987) și membru al consiliului de conducere al Societății Maghiare de Istorie Literară.

### Activitatea literară
La începutul carierei sale științifice, domeniile sale de interes au fost receptarea critică a literaturii lui Vladimir Maiakovski în Ungaria și cercetarea literaturii socialiste maghiare publicate în perioada interbelică. Ulterior, a manifestat interes față de scriitorii comuniști maghiari care au primit azil politic în Uniunea Sovietică. Scrierile sale au explorat literatura publicată de scriitorii maghiari emigrați între 1921 și 1934 și organizarea diasporei literare maghiare, care fusese izolată de limba sa maternă. 
Numele său este asociat cu lansarea colecției bibliografice a Muzeului Literar Petőfi. A editat studiile de estetică ale lui János Mácza. După intrarea manuscriselor lui Tibor Déry în colecția muzeului (1980), Botka s-a orientat către explorarea filologică a operei autorului. A organizat și catalogat colecția documentară a lui Tibor Déry și a publicat o parte din manuscrisele sale. Seria Déry archívum, așa cum a numit-o în 1995, este formată din aproximativ douăzeci de volume.

## Lucrări

### Istorie literară
- Kassai Munkás. 1907–1937. Tanulmány, antológia; Akadémiai, Budapesta, 1969 (Irodalom – szocializmus)
- Jelszótól a világképig. Tanulmányok és cikkek a magyar szocialista irodalom történetéből, 1919–1945; Kossuth, Budapesta, 1982
- Üzenetek Szibériából. Hadifogság és irodalom, 1914–1921; Magvető, Budapesta, 1985[8]
- D. T. úr feleletei, avagy A befejezett mondat. Déry Tiborról; Belvárosi, Budapesta, 1994
- Megnyugodva és megbékélve. Tollvonások Déry Tibor arcképéhez; Magyar Irodalomtörténeti Társaság, Veszprém, 1994 (A Magyar Irodalomtörténeti Társaság kiskönyvtára)
- Déry Tibor és Berlin. A Szemtől szembe és forrásvidéke; Argumentum, Budapesta, 1994 (Irodalomtörténeti füzetek)
- A Petőfi Irodalmi Múzeum évtizedei. Dokumentumok, írások, vallomások; ed. Ferenc Botka; PIM-KIK, Budapesta, 2000 (A Petőfi Irodalmi Múzeum könyvei)
- Mérlegen egy életmű. A Déry Tibor halálának huszonötödik évfordulóján rendezett tudományos konferencia előadásai 2002. december 5-6.; ed. Ferenc Botka; PIM, Budapesta, 2003 (A Petőfi Irodalmi Múzeum könyvei)
- „Ha a boldogságot egy tájjal akarnám kifejezni...”. Déry Tibor balatonfüredi évei, 1965–1977; Balatonfüred Városért Közalapítvány, Balatonfüred, 2010 (Balatonfüred Városért Közalapítvány kiadványai)

### Lucrări bibliografice
- A csehszlovákiai magyar nyelvű szocialista sajtó irodalmi bibliográfiája, 1919–1938; Akadémiai, Budapesta, 1966 (Irodalomtörténeti bibliográfiák)
- Magyar szocialista irodalom oroszul, 1921–1945. Bibliográfia; s. n., Budapesta, 1970
- Magyar szocialista irodalom oroszul; MTA Könyvtár, Budapesta, 1972 (A Magyar Tudományos Akadémia Könyvtárának kiadványai)
- A magyar irodalom első kiadásai, 1-2.; în colaborare cu Éva Lakatos; PIM, Budapesta, 1973–1974
- Magyar szocialista irodalom. Első kiadások 1945-ig; editată de Ferenc Botka, în colaborare cu Lett Miklós, Varga Istvánné, Markovits Györgyi; Kossuth, Budapesta, 1975 (A Petőfi Irodalmi Múzeum bibliográfiai füzetei E. sorozat)
- Független szemle 1921–1923 / Kékmadár 1923. Repertórium; editată de Botka Ferenc, cu colaborarea lui Judit Bali, prefață de Szabolcsi Miklós, Vezér Erzsébet; Petőfi Irodalmi Múzeum, Budapesta, 1979 (A Petőfi Irodalmi Múzeum bibliográfiai füzetei. B. sorozat)
- „Puska” nekrológomhoz; Balassi–magánkiad., Budapesta, 2009

### Lucrări îngrijite și editate
- Déry Tibor: Börtönnapok hordaléka. Önéletrajzi jegyzetek, 1958; függelék: Válogatás Déry Tibor írásaiból, kiadatlan beszédeiből, 1954–1956; prefață, note, editare: Ferenc Botka, fotografii: László Bókay, képvál. Ida Kovács; Múzsák, Budapesta, 1989 (Irodalmi múzeum)
- Déry Tibor: Sirályháton; editare, prefață: Ferenc Botka; Balassi, Budapesta, 1993
- Kortársak Déry Tiborról; ed., interviu: Ferenc Botka; PIM, Budapesta, 1994 (A Petőfi Irodalmi Múzeum könyvei)
- Gefängnisbriefe er Briefwechsel Tibor Derys mit seiner Mutter und seiner Ehefrau, 1957–1960; editare, prefață: Ferenc Botka, traducere în germană: Beate Dohndorf; Balassi–Schäfer, Budapesta–Herne, 1999
- Tere-fere. Kosztolányi Dezső írásai a Bácsmegyei naplóból, 1923–1926; ed. Ferenc Botka; Balassi–Forum, Budapesta–Újvidék, 2004

#### Arhiva Déry (1995-2010)[9]
- Három asszony. Déry Tibor levelezése Pfeiffer Olgával, Oravecz Paulával és Kunsági Máriával; ed. Ferenc Botka; PIM, Budapesta, 1995
- „D. T. úr X.-ben”. Tanulmányok és dokumentumok Déry Tiborról; ed. Botka Ferenc; PIM, Budapesta, 1995 (A Petőfi Irodalmi Múzeum könyvei)
- Lia. Korai elbeszélések, 1915–1920; ed. Ferenc Botka; PIM, Budapesta, 1996
- Kék üvegfigurák. Elbeszélések 1921–1929, versek 1916–1937; ed. Ferenc Botka; Magyar Irodalmi Múzeum, Budapesta, 1998
- Knockout úr útijegyzetei. Elbeszélések, 1930–1942; ed. Ferenc Botka, traducere în germană de Károly Doromby, István Eörsi, Dezső Tandori; PIM, Budapesta, 1998
- „Liebe Mamuskám!”. Déry Tibor levelezése édesanyjával; ed. Ferenc Botka, traducere în germană de Katalin Schulcz; Balassi Magyar Irodalmi Múzeum, Budapesta, 1998
- Különös árverés. Regények, 1920–1942; ed. Ferenc Botka; PIM, Budapesta, 1999
- Szép elmélet fonákja. Cikkek, művek, beszédek, interjúk, 1945–1957; ed. Ferenc Botka; PIM, Budapesta, 2002
- Sorsfordító évek X.-ben. Kihallgatási jegyzőkönyvek, periratok, börtönírások, interjúk és egyéb művek, 1957–1964; ed. Ferenc Botka, trad. Károly Csala; PIM, Budapesta, 2002
- Barátságos pesszimizmussal „A jövőben nem bízom, menetirányunk rossz”. Cikkek, művek, beszédek, interjúk, 1965–1977; ed. Ferenc Botka; PIM, Budapesta, 2003
- A Halál takarítónője a színpadon. Cikkek, nyilatkozatok, jegyzetek 1921–1939. Die glückliche Familie; ed. Ferenc Botka, trad. Katalin Schulcz, Seres Hajnalka; PIM, Budapesta, 2004

#### Corespondența lui Tibor Déry (2006-2010)
- Déry Tibor levelezése; ed. Ferenc Botka; Balassi–PIM, Budapesta, 2006–2010 (Déry archívum)
  - 1/a. 1901–1926; 2006
  - 1/b. 1927–1935; 2007
  - 1/c. 1936–1944; 2007
  - 2/a. 1945–1950; 2008
  - 2/b. 1951–1955; 2009
  - 2/c. 1956–1960; 2010

## Premii și alte distincții
- Medalia „Pentru cultura socialistă” (1973)
- Premiul Ministerului Culturii al R.P. Ungare (1974)
- Medalia „Pentru cultura socialistă” (1979)
- Premiul SZOT (1984)
- Premiul Tibor Déry (1993)
- Medalia memorială Ferencz Toldy (2002)
- Premiul Fáma (Muzeul Literar Petőfi, 2004)

## Legături externe
- http://www.nevpont.hu/view/7645
- Irodalmi muzeológusok kislexikona